# Arcanite
L'arcanite est le corps chimique minéral ou espèce minérale équivalent au sulfate de potassium naturel, de formule K2SO4. Il s'agit d'un minéral évaporitique assez rare de la famille des sulfates.

## Géotype
Ce minéral a été décrit par le minéralogiste autrichien Wilhelm Karl von Haidinger en 1845 à partir d'échantillons collectés sur les vieux supports en bois de pin de la voie sur rails de la mine d'étain des montagnes de Santa Ana, proches du canyon Trabuco, dans le Orange County, California, États-Unis,. Ces échantillons incrustés dans le bois en fines tablettes étaient des agrégats cristallins incolores à jaunâtres. D'origine anthropique, cette découverte a été confirmée dans le milieu naturel environnant.
Le nom provient du terme allemand das Arkanit, issu du latin médiéval arcanum duplicatum, soit le double arcane ou le double secret, désignant déjà le sulfate de potassium pour les anciens chimistes allemands.
Une variété d'arcanite a été nommée taylorite par James Dwight Dana.

## Cristallochimie
Elle est un des termes de la série mascagnite-arcanite, soit entre K2SO4 et (NH4)2SO4.

## Gîtologie et gisement
L'arcanite est également facilement observable dans les dépôts hydrothermaux, par exemple le champ géothermique de Cesano dans le Latium en Italie. 
Il est présent par exemple avec le salmiac dans les réserves de guano des îles Chincha du Pérou, ainsi que dans les grottes à déjections animales, notamment de chauve-souris, de l'Australie-Occidentale, d'Afrique du Sud et de Namibie.